# Kenny and the Kasuals
Kenny and the Kasuals è stato un gruppo musicale garage rock statunitense attivo dal 1964 a 1967 e dal 1981 al 2019. Viene ritenuto come uno dei gruppi rock texani più importanti degli anni sessanta e uno dei precursori del rock psichedelico.

## Storia
Kenneth B. Daniel e Tommy Nichols erano due compagni di classe alla Bryan Adams High School di Dallas e, su incoraggiamento del padre di Kenneth che era un musicista, decisero di dedicarsi alla musica. Il gruppo venne formato a Dallas con il nome di "The Illusions Combo" nel 1964 e presto iniziò a esibirsi in locali per adolescenti come lo Studio Club dove venne notato da Mark Lee che ne divenne il manager imponendogli un cambio di look e promuovendone l'attività e pubblicandogli un primo disco singolo, Nothin' Better to Do nel 1965 con la propria etichetta discografica, la Mark Records; l'anno successivo, dopo altri singoli, si produssero in modo indipendente il primo album, The Impact Sound of Kenney and the Kasuals (Live at the Studio Club) che, diversamente da quanto indicato nel titolo, non era stato registrato dal vivo ma presentava delle sovra-incisioni di applausi su brani incisi in studio; l'album venne pubblicato in sole 500 copie e venduto durante i concerti del gruppo. L'album vedeva anche la presenza del nuovo chitarrista, Jerry Smith, che aveva preso il posto di Tommy Nichols.
Qualche tempo dopo Mark Lee propose alla United Artists di ripubblicare l’album ma, nonostante un primo interessamento, non se ne fece nulla in quanto la forma ibrida a metà strada tra l’incisione in studio con sovrapposizione di applausi non venne ritenuta idonea. Il gruppo, dopo avere sostituito Roach con Richard Morgan incise un nuovo singolo, See Saw Ride e poi si trasferì a New York in cerca di successo ma, dopo poco tempo ritornò in Texas, dove venne inciso altro materiale, compreso quello che andò a formare l'album Teen Dreams che però venne pubblicato solo nel 1978 in tiratura limitata.
Nel 1966 pubblicarono un singolo con elementi di rock psichedelico, Journey To Tyme, che viene ritenuto un precursore del genere negli USA. Il singolo era stato autoprodotto dalla band stessa e venne riuscì a essere trasmesso da alcune trasmissioni radiofoniche nazionali e raggiunse il primo posto nelle classifiche di alcune radio di Buffalo, New York e Pittsburgh, in Pennsylvania, e raggiunse la top ten della stazione di Dallas KLIF. Il successo del singolo li permise di firmare un contratto con la United Artists Records ma la cosa non ebbe seguito a causa dell'arruolamento di alcuni membri nell'esercito.
Il momento di maggior successo del gruppo fu nell'aprile del 1968 quando si esibì con John Lee Hooker, Spencer Davis Group, Jimmy Reed e Mitch Ryder a Dallas; poco dopo però, Kenneth B. Daniel dovette partire per il servizio militare e venne sostituito da Dale Bramhall e venne quindi deciso anche di cambiare il nome del gruppo in Truth; questa nuova formazione pubblicò un singolo, Chimes of 42nd Street, e si esibì come gruppo di apertura durante alcuni concerti americani degli Yardbirds. Con il rientro di Paul Roach e l’ingresso del nuovo cantante Scott McKay, il gruppo assunse il nuovo nome di Gator Shades Blues Band, che ebbe vita breve riuscendo a produrre solo un demo dal titolo “Down In Mexico”.
Nel 1978, in occasione dell'album Teen Dreams, il gruppo venne ricostituito quando Mark Lee convinse Daniels e Smith a ricostituire il gruppo. Venne anche pubblicato un EP dal vivo, Kenny & The Kasuals Are Back. Poco dopo il gruppo si sciolse.
Il gruppo venne riformato negli anni ottanta e continuerà a esibirsi fino al 2019.
L'intera produzione del gruppo, anche con le diverse denominazioni, venne raccolta nel 1993 nell'album Things Gettin' Better / Nothing Better To Do.

## Discografia

### Album in studio
- 1966 - The Impact Sound of Kenney and the Kasuals (Live at the Studio Club)
- 1978 - Teen Dreams

### Album dal vivo
- 1979 - Garage Kings

### Compilation
- 1983 - Nothing Better To Do
- 1984 - No Exit
- 1993 - Things Gettin' Better / Nothing Better To Do
- 2008 - Singles Plus 1966-1968

### Singoli ed EP
- 1965 - Nothin' Better to Do
- 1965 - Don't Let Your Baby Go
- 1966 - See-Saw Ride
- 1966 - Raindrops to Teardrops
- 1966 - Journey to Tyme
- 1978 - Kenny & The Kasuals are Back

## Formazione
Prima formazione
- Kenneth B. Daniel: voce
- Tommy Nichols: chitarra, armonica
- Paul Roach: tastiere
- Lee Lightfoot: basso
- David Blachley: batteria

Seconda formazione
- Kenneth B. Daniel: voce
- Jerry Smith: chitarra
- Paul Roach: tastiere
- Lee Lightfoot: basso
- David Blachley: batteria

Terza formazione
- Kenneth B. Daniel: voce
- Jerry Smith: chitarra
- Richard Morgan: tastiere
- Lee Lightfoot: basso
- David Blachley: batteria

Quarta formazione
- Dale Bramhall: voce, chitarra
- Jerry Smith: chitarra
- Richard Morgan: tastiere
- Lee Lightfoot: basso
- David Blachley: batteria

Quarta formazione
- Kenneth B. Daniel: voce
- Jerry Smith: chitarra
- Dan Green: chitarra
- Gregg Daniels: basso
- Ron Mason: batteria